# Scyliorhinus comoroensis
Scyliorhinus comoroensis és una espècie de peix de la família dels esciliorrínids i de l'ordre dels carcariniformes.

## Reproducció
És ovípar.

## Hàbitat
És un peix marí que viu fins als 400 m de fondària.

## Distribució geogràfica
Es troba a les Comores.